# Cotyledonoideae
Cotyledonoideae es una subfamilia de plantas con flores que pertenece a la familia Crassulaceae.